# Sint-Remigiuskerk (Ternaaien)

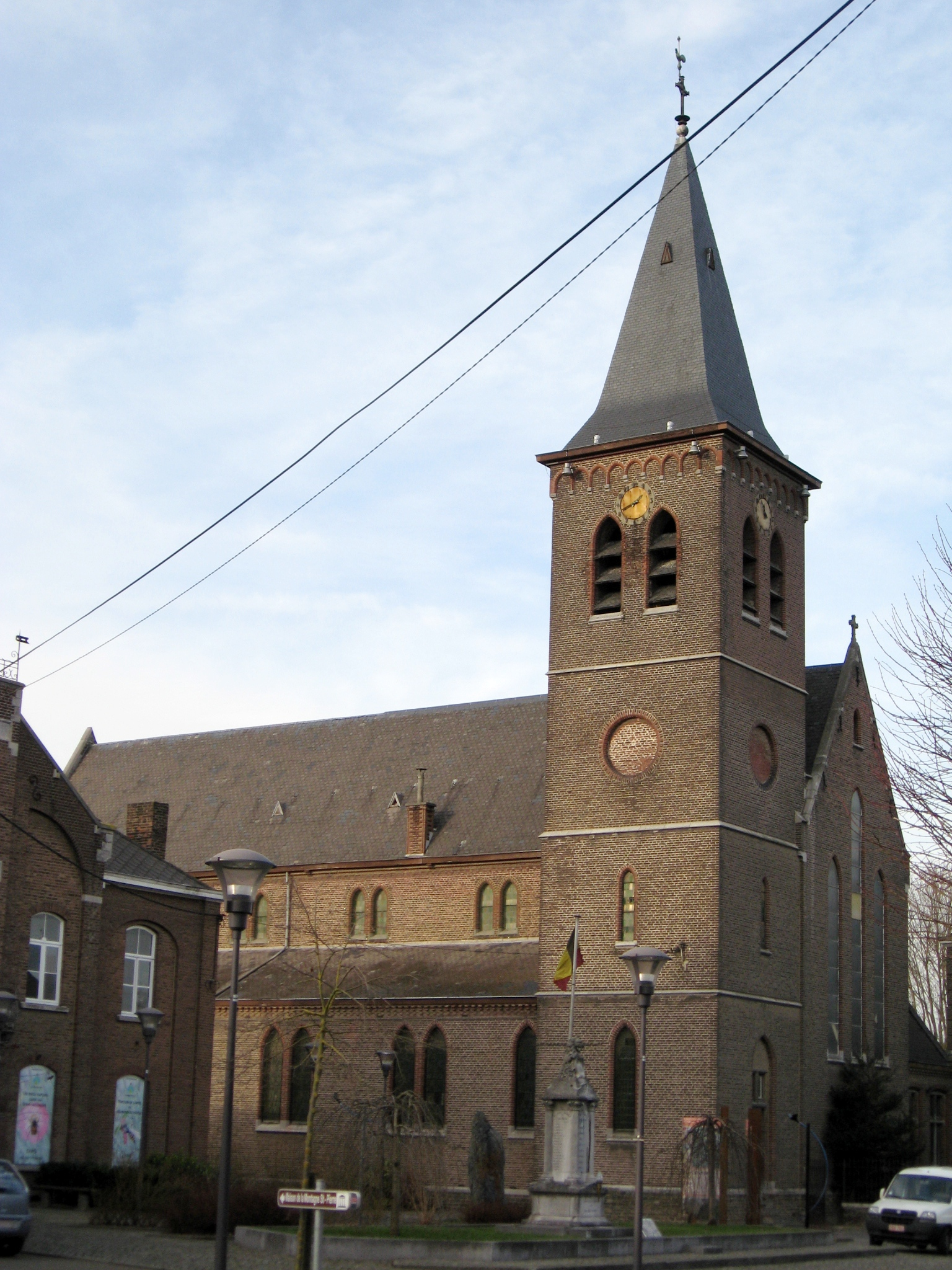
Sint-Remigiuskerk

De Sint-Remigiuskerk (Frans: Église Saint-Remy) is de parochiekerk van Ternaaien in de Belgische gemeente Wezet.

## Geschiedenis
De oorspronkelijke kerk of kapel bevond zich ter plaatse van de huidige begraafplaats, aan de oever van de Maas. Dit gebouw had regelmatig te lijden van overstromingen.
In 1712 werd daarom een nieuwe kerk gebouwd, gelegen in het dorpscentrum aan de weg van Luik naar Maastricht. Deze kerk werd in 1902 gesloopt en vervangen door een neogotische kerk. Deze kerk werd tijdens de Tweede Wereldoorlog beschadigd en daarna hersteld tot de staat waarin die zich tegenwoordig bevindt.